# IX Близнецов
IX Близнецов (лат. IX Geminorum) — одиночная переменная звезда в созвездии Близнецов на расстоянии (вычисленном из значения параллакса) приблизительно 17 842 световых лет (около 5 470 парсек) от Солнца. Видимая звёздная величина звезды — от менее +17m до +15m.
Открыта Куно Хофмейстером в 1966 году*.

## Характеристики
IX Близнецов — красная пульсирующая переменная звезда, мирида (M) спектрального класса M. Эффективная температура — около 3281 К.